# Sonceboz-Sombeval
Sonceboz-Sombeval je obec v okrese Bernský Jura v kantonu Bern ve Švýcarsku. Žije zde přibližně 2 000 obyvatel.

## Geografie

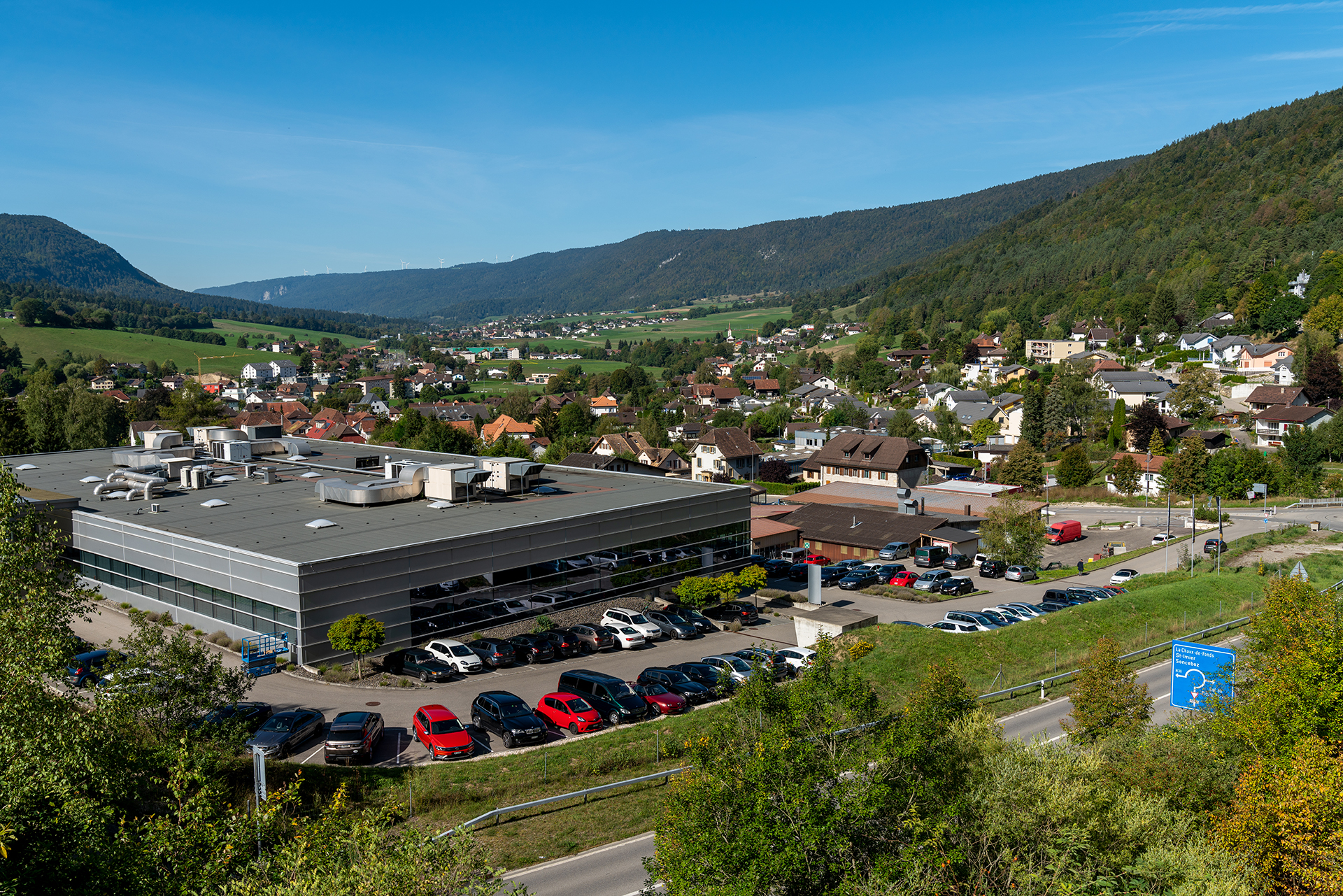
Celkový pohled na obec

Sonceboz-Sombeval leží v nadmořské výšce 653 m, vzdušnou čarou 8 km severozápadně od města Biel. Dvojobec se rozkládá podél východního okraje údolí Vallon de Saint-Imier, po obou březích řeky Suze (německy Schüss). Sonceboz je jižním úpatím průsmyku Col de Pierre Pertuis do Tavannes, zatímco Sombeval leží na jižním úpatí jurského masivu Montagne du Droit.
Území obce o rozloze 15 km² pokrývá nejvýchodnější část široké údolní pánve údolí Vallon de Saint-Imier. Centrální část zabírá údolí řeky Suze, které je široké až 700 metrů. Na severu se oblast rozkládá na antiklinále Montagne du Droit (až 1060 m n. m.), která je na východě ohraničena průsmykem Pierre Pertuis. Východně od průsmyku zahrnuje území obce úpatí pohoří Montoz (až 1200 m n. m.) a výběžek Le Châtillon, který tvoří východní konec údolí Vallon de Saint-Imier. Châtillon se na jihu přibližuje k masivu Chasseral a vytlačuje řeku Suze do úzkého údolí připomínajícího rokli. Na jihu zasahuje Sonceboz-Sombeval do výšky masivu Chasseral. Na hřebeni tohoto masivu byla tvrdá hornina svrchní vrstvy během milionů let rozlámána a erodována, čímž vznikl severní a jižní hřbet. Mezi nimi se nachází antiklinální údolí, které již bylo erodováno až k další vrstvě tvrdých hornin. Mezi oběma vnějšími hřbety tvoří tato klenba další hřbet, přičemž Jobert je s výškou 1300 m n. m. nejvyšším bodem v obci. Jihovýchodní hranicí prochází hřbet Halbklus, vytvořený erozí. Část erodovaného skalního materiálu tvoří náplavový kužel v oblasti Métairie de Nidau jižně od Suze. Na širokých hřebenech Montagne du Droit a masivu Chasseral se nacházejí rozsáhlé jurské vysokohorské pastviny s typickými mohutnými smrky, které zde stojí buď jednotlivě, nebo ve skupinách. V roce 1997 bylo 8 % rozlohy obce pokryto zastavěnou plochou, 59 % lesy a lesními porosty, 32 % zemědělskými plochami a necelé 1 % neproduktivní půdou.
K obci Sonceboz-Sombeval patří četné samostatně stojící farmy, které jsou roztroušeny na dně údolí a na výšinách Jury. Sousedními obcemi jsou Corgémont, Orvin, Péry-La Heutte a Tavannes.

## Historie

Letecký pohled (1950)

V římských dobách procházela obcí Sonceboz-Sombeval důležitá silnice přes sedlo Pierre Pertuis. Na ostrohu Le Châtillon tehdy pravděpodobně stála pevnost.
První písemná zmínka o Sombevalu pochází z roku 866 pod názvem Summavallis. Osada, kterou v té době pravděpodobně tvořila pouze jedna usedlost, již měla kapli a patřila opatství Moutier-Grandval. V roce 1148 je v Sumbavalle zmiňován dvůr. Pozdější názvy jsou Someval (1179), Sunbaval (1228) a Sombeaulx (1461).
Sonceboz se poprvé připomíná v roce 1303 jako Suncebolz. Následovaly hláskové podoby Suntcelibsis (1405), Sunsebols (1461) a Suntzelbo. Název místa lze odvodit od lesa (bois) muže jménem Suso.
V 15. století byla velká část obyvatelstva zabita morem. Až do roku 1797 patřila obec k panství Erguel, které podléhalo basilejskému knížecímu biskupství, i když větší vliv mělo občas i město Biel. V letech 1797–1815 patřil Sonceboz-Sombeval k Francii a zpočátku byl součástí départementu Mont-Terrible, který byl v roce 1800 sloučen s départementem Haut-Rhin. Na základě rozhodnutí Vídeňského kongresu se obec v roce 1815 stala součástí okresu Courtelary v kantonu Bern.

## Obyvatelstvo
| Vývoj počtu obyvatel | Vývoj počtu obyvatel | Vývoj počtu obyvatel | Vývoj počtu obyvatel | Vývoj počtu obyvatel | Vývoj počtu obyvatel | Vývoj počtu obyvatel | Vývoj počtu obyvatel | Vývoj počtu obyvatel | Vývoj počtu obyvatel | Vývoj počtu obyvatel | Vývoj počtu obyvatel |
| -------------------- | -------------------- | -------------------- | -------------------- | -------------------- | -------------------- | -------------------- | -------------------- | -------------------- | -------------------- | -------------------- | -------------------- |
| Rok                  | 1850                 | 1900                 | 1910                 | 1930                 | 1950                 | 1960                 | 1970                 | 1980                 | 1990                 | 2000                 | 2007                 |
| Počet obyvatel       | 565                  | 1158                 | 1183                 | 1224                 | 1210                 | 1404                 | 1446                 | 1332                 | 1515                 | 1666                 | 1735                 |

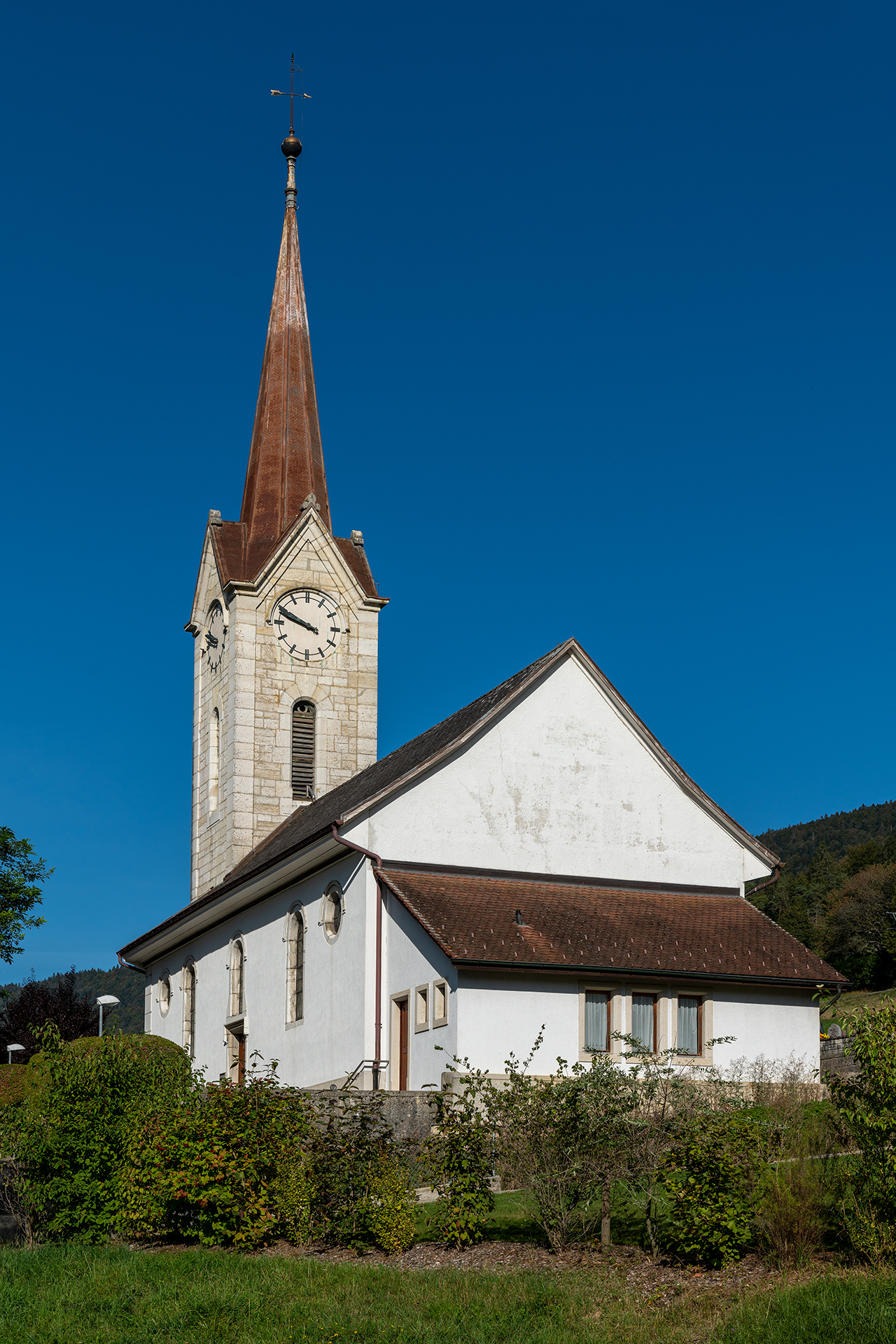
Kostel v Sombevalu

Z celkového počtu obyvatel je 81,5 % francouzsky mluvících, 12,1 % německy mluvících a 3,2 % italsky mluvících (stav v roce 2000). Počet obyvatel obce se výrazně zvýšil zejména ve druhé polovině 19. století a od roku 1980.

## Hospodářství
Až do druhé poloviny 19. století se Sonceboz-Sombeval vyznačoval především zemědělstvím. Poté následoval hospodářský rozmach v souvislosti se zavedením hodinářského průmyslu. Dnes jsou zde pracovní místa v odvětví mikrotechnologií, ve výrobě přesných nástrojů a v místním obchodě. Důležitou roli stále hraje také zemědělství, v nižších polohách převažuje orná půda a ovocnářství, na výšinách Jury chov dobytka a zejména chov dojnic.

## Doprava

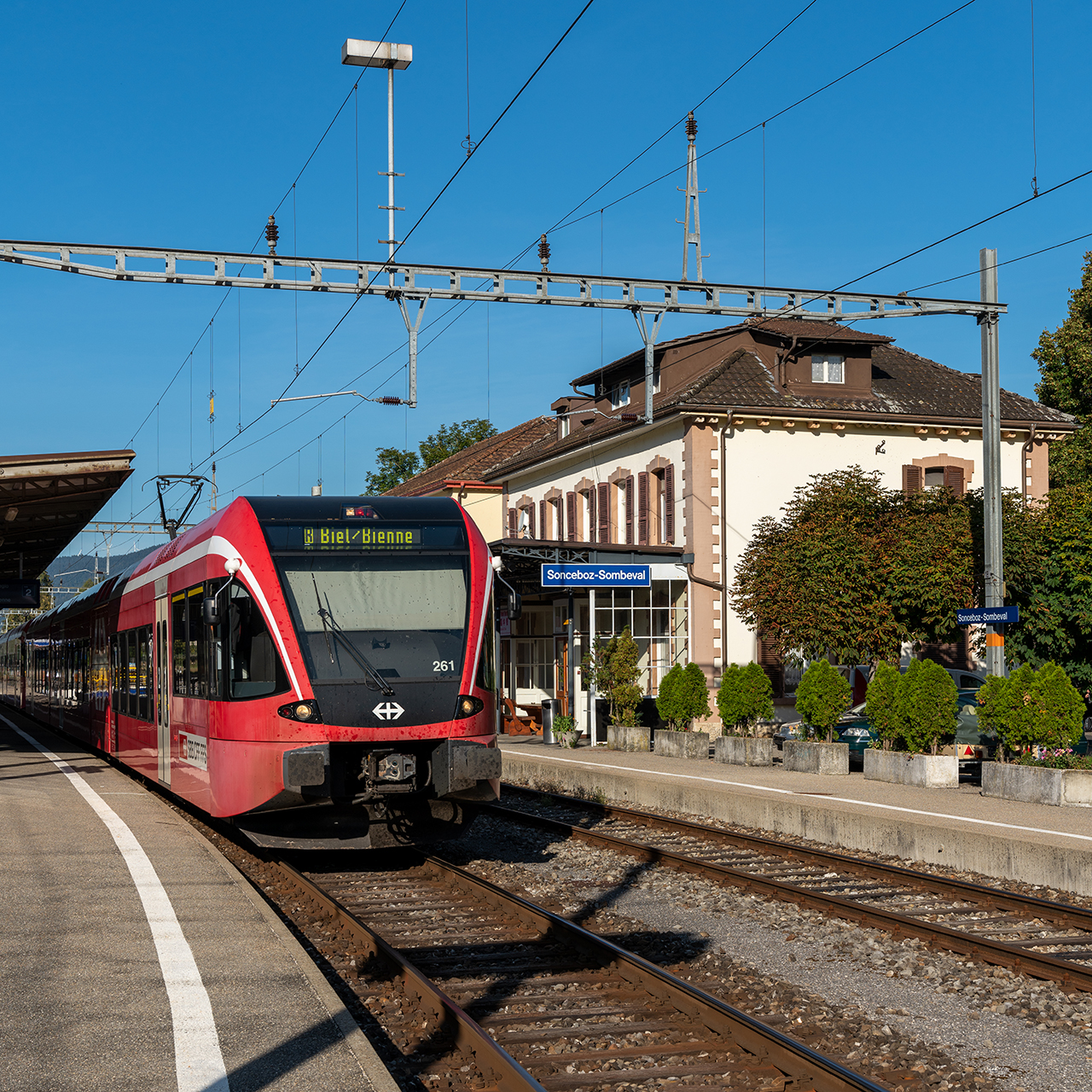
Železniční stanice

Obec leží na hlavní silnici z Bielu do La Chaux-de-Fonds, z níž v Sonceboz odbočuje silnice vedoucí přes průsmyk Pierre Pertuis. Otevření dálnice A16 z La Heutte do Tavannes v roce 1997 ulevilo obci od průjezdné dopravy. Dne 30. dubna 1874 byla slavnostně otevřena železniční trať z Bielu do Convers a trať ze Sonceboz-Sombeval do Tavannes, která vede velkým obloukem kolem obce. Průsmyk Pierre-Pertuis překonává dálnice 2,1 km dlouhým tunelem a železnice 1,3 km dlouhým tunelem.